# Micromus audax
Micromus audax is een insect uit de familie van de bruine gaasvliegen (Hemerobiidae), die tot de orde netvleugeligen (Neuroptera) behoort. 
Micromus audax is voor het eerst wetenschappelijk beschreven door Krüger in 1922.